# Shnookums och Meat
Shnookums och Meat (engelska: The Shnookums and Meat Funny Cartoon Show) är en 13 avsnitt lång amerikansk animerad TV-serie från Disney, ursprungligen visad 1995. Huvudkaraktärerna katten Shnookums och hunden Meat hade synts första gången i TV-serien Marsupilami.
Serien består av kortfilmerna Shnookums och Meat - en brutal komediserie starkt influerad av Ren & Stimpy - Pith Possum: Super-Dynamic Possum of Tomorrow - en parodi på Batman och andra maskerade hjältar - samt Tex Tinstar: The Best in the West - en parodi på spaghettiwestern.
Serien blev Disneys tredje försök att lansera en varietéshow med huvudsakligen nya karaktärer. År 1992 hade man sänt Bonkers, Marsupilami & C:o och året därpå Marsupilami. Samtliga tre program hade dock lagts ner redan efter 12-13 avsnitt, och vid nästa försök, Musses verkstad, skulle man istället satsa på de klassiska disneyfigurerna.

## Karaktärer
TV-serien består av tre olika komedi-inslag.

### Shnookums och Meat
I TV-seriens huvudnummer möter tittarna den försiktige och något blåögde katten Shnookums, och hans brutale kompis, hunden Meat.

### Pith Possum: Super-Dynamic Possum of Tomorrow
Den maskerade hjälten Pith Possum får gång på gång rädda hemstaden Possum City från galna brottslingar, däribland ärkefienden dr. Paul Bunyon. Piths tekniske expert är vännen Obediah, och den vackra Doris Hjort är den som får hans hjärta att klappa fortare.

### Tex Tinstar: The Best in the West
I TV-programmets sista avdelning försöker sheriff Tex Tinstar hålla Vilda Västern ren från banditer i allmänhet och skurken Wrongo och hans Wrong Guys-liga i synnerhet. Till sin hjälp har han vännerna Chafe och Percy Lacedaisy.

## Shnookums och Meat i Sverige
I Sverige har serien enbart visats på Disney Channel, och den har hittills inte blivit utgiven på DVD eller VHS.

## Avsnittsguide
Vårvintern 1995 sändes 13 avsnitt av serien. Samtliga bestod av en episod med Shnookums och Meat, en med Pith Possum: Super-Dynamic Possum of Tomorrow och en med Tex Tinstar: The Best in the West. Shnookums och Meat-episoderna i avsnitt 8-12 hade tidigare ingått i Marsupilami.
- 1. Avsnitt 1 (1995-01-02)
  - Shnookums och Meat: Weight For Me
  - Pith Possum: The Phantom Mask of the Dark Black Darkness of Black
  - Tex Tinstar: A Fistful of Foodstamps
- 2. Avsnitt 2 (1995-01-09)
  - Shnookums och Meat: Ow, Hey!
  - Pith Possum: Darkness on the Edge of Black
  - Tex Tinstar: For a Few Foodstamps More
- 3. Avsnitt 3 (1995-01-16)
  - Shnookums och Meat: Bugging Out!
  - Pith Possum: Night of Darkness
  - Tex Tinstar: The Good, the Bad, and the Wiggly
- 4. Avsnitt 4 (1995-01-23)
  - Shnookums och Meat: Poodle Panic
  - Pith Possum: The Darkness, It is Dark
  - Tex Tinstar: Low Pants Drifter
- 5. Avsnitt 5 (1995-01-30)
  - Shnookums och Meat: Cabin Fever
  - Pith Possum: Return of the Night of Blacker Darkness
  - Tex Tinstar: Stale Rider
- 6. Avsnitt 6 (1995-02-06)
  - Shnookums och Meat: Pain In The Brain
  - Pith Possum: Haunt of the Night of Blacker Darkness
  - Tex Tinstar: Loathsome Dove
- 7. Avsnitt 7 (1995-02-13)
  - Shnookums och Meat: Step-Ladder To Heaven
  - Pith Possum: Bride of Darkness
  - Tex Tinstar: The Magnificent Eleven
- 8. Avsnitt 8 (1995-02-20)
  - Shnookums och Meat: Kung-Fu Kitty (tidigare visat i Marsupilami avsnitt 5)
  - Pith Possum: Son of the Cursed Black of Darkness
  - Tex Tinstar: Saddlesores, Sagebrush and Seaweed
- 9. Avsnitt 9 (1995-02-27)
  - Shnookums och Meat: I.Q. You, Too (Marsupilami #6)
  - Pith Possum: The Light of Darkness
  - Tex Tinstar: Slap-Happy Trails
- 10. Avsnitt 10 (1995-03-06)
  - Shnookums och Meat: Something Fishy (Marsupilami #8)
  - Pith Possum: Return of the Dark Mask of Phantom Blackness
  - Tex Tinstar: My Spine Hurts
- 11. Avsnitt 11 (1995-03-13)
  - Shnookums och Meat: Night of the Living Shnookums (Marsupilami #7)
  - Pith Possum: Dark of the Darker Darkness
  - Tex Tinstar: The Vinyl Frontier
- 12. Avsnitt 12 (1995-03-20)
  - Shnookums och Meat: Jingle Bells, Something Smells (Marsupilami #9)
  - Pith Possum: Dark Quest for Darkness
  - Tex Tinstar: Hey, Careful. That's my Cerebellum.
- 13. Avsnitt 13 (1995-03-27)
  - Shnookums och Meat: What a Turkey!
  - Pith Possum: Light, or Dark Meat?
  - Tex Tinstar: There are Spiders All Over Me!

## Kortfilmerna
Sommaren 1995, ett knappt halvår efter att serien slutat visas, sändes ytterligare tre episoder med Shnookums och Meat, denna gång som fristående kortfilmer, utan Pith Possum och Tex Tinstar.
- Dog Pound Rock (1995-07-11)
- Send In The Clones (1995-08-01)
- Circus Life (1995-08-19)

### Fotnoter
1. ↑  Judith Reboy (19 mars 1995). ”Bill Kopp on The Record” (på engelska). Eeek the Cat Network. Arkiverad från originalet den 29 juni 2006. https://web.archive.org/web/20060629054803/http://eek-the-cat.com/interviews/billkopp.htm. Läst 20 juli 2016.